# Autocar Dispatch SA
 (juin 2021).
Si vous disposez d'ouvrages ou d'articles de référence ou si vous connaissez des sites web de qualité traitant du thème abordé ici, merci de compléter l'article en donnant les références utiles à sa vérifiabilité et en les liant à la section « Notes et références ».
 (juillet 2025).
L'Autocar Dispatch SD était un camion produit par Autocar de 1928 à 1939. Environ 200 000 unités ont été produites et vendues. Il était très populaire aux États-Unis et a été utilisé jusqu'au début des années 1950. Il a également servi de base pour le camion ZiS-5. Son successeur a été le camion Autocar BR539 qui, lui aussi, a été utilisé pendant la Seconde Guerre mondiale. L'Autocar Dispatch SD a également été exporté à Cuba et en Afrique du Nord où il a été largement utilisé.
Quelques mois après sa sortie, environ 105 unités étaient produites et vendues, mais sa popularité a progressivement augmenté au cours de ses années. En 1939, les 19 000 derniers camions ont été produits et vendus et le modèle a été remplacé. 
Son prédécesseur était l'Autocar-985135, qui n'était pas très populaire.